# 8233 Asada
8233 Asada eller 1997 VZ2 är en asteroid i huvudbältet som upptäcktes den 5 november 1997 av den japanska astronomen Takao Kobayashi vid Ōizumi-observatoriet. Den är uppkallad efter Tadashi Asada.
Asteroiden har en diameter på ungefär 10 kilometer.